# 167 (číslo)
Sto šedesát sedm je přirozené číslo. Následuje po číslu sto šedesát šest a předchází číslu sto šedesát osm. Řadová číslovka je stý šedesátý sedmý nebo stosedmašedesátý. Římskými číslicemi se zapisuje CLXVII.

## Matematika
Sto šedesát sedm je
- šťastné číslo.
- příznivé číslo.
- bezpečné prvočíslo (dá se vyjádřit jako {\displaystyle 2p+1}, kde p je také prvočíslo, p = 83.

## Chemie
- 167 je neutronové číslo nejstabilnějšího izotopu bohria a nukleonové číslo třetího nejběžnějšího izotopu erbia.[1]

## Doprava
- Silnice II/167 je česká silnice II. třídy vedoucí na trase Kvilda – Borová Lada – Horní Vltavice[2]

- 167 je autobusová linka v Praze jezdící na trase Na Knížecí – Nemocnice Na Homolce[3]

## Roky
- 167
- 167 př. n. l.